# Thalassodes regressa
Thalassodes regressa är en fjärilsart som beskrevs av Claude Herbulot 1958. Thalassodes regressa ingår i släktet Thalassodes och familjen mätare. Inga underarter finns listade i Catalogue of Life.